# Europejskie Centrum Konsumenckie

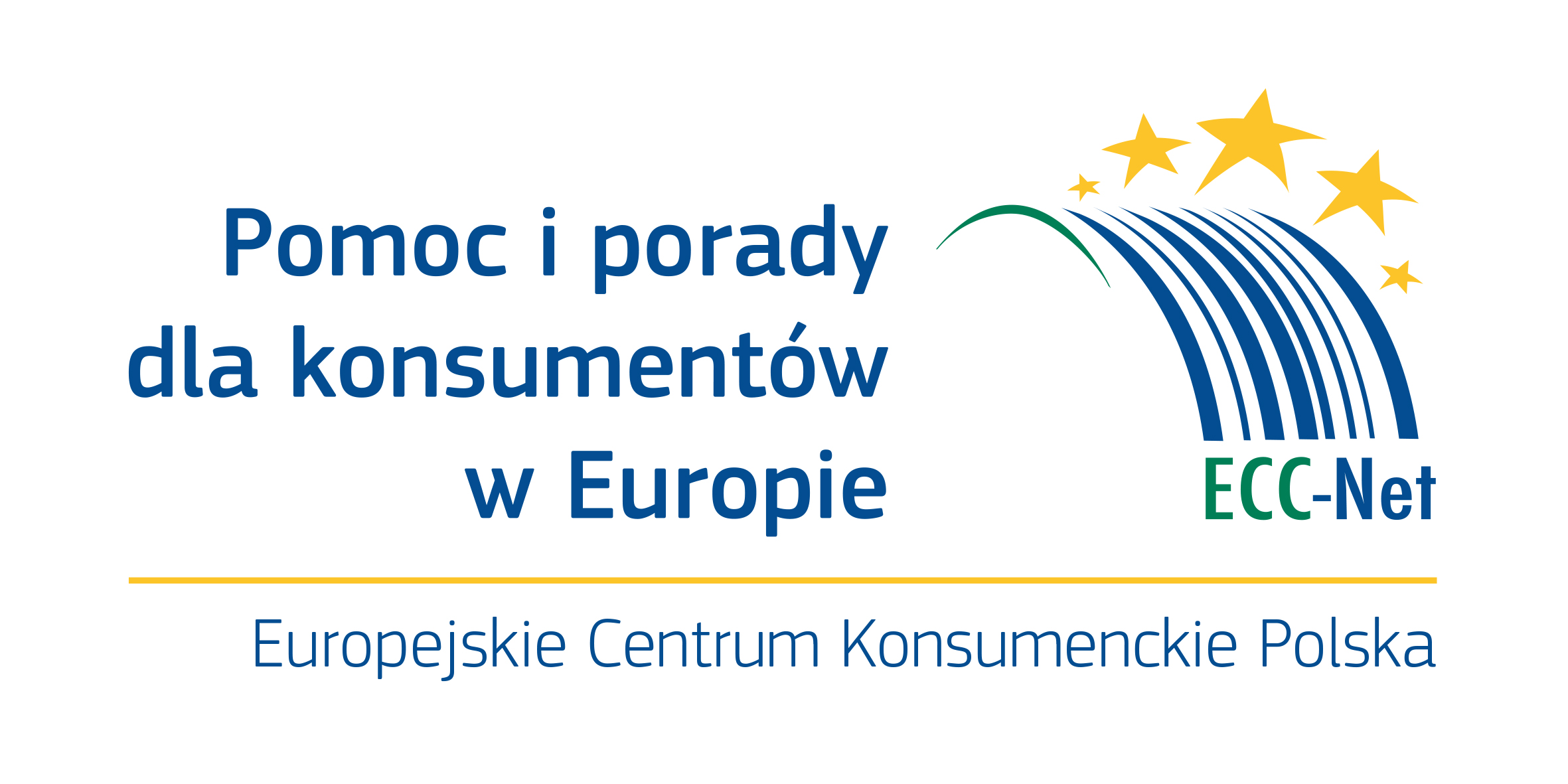

Europejskie Centrum Konsumenckie (ECK) - informuje i edukuje konsumentów w zakresie ich praw w Unii Europejskiej oraz pomaga w pozasądowym rozwiązywaniu sporów transgranicznych z przedsiębiorcami mającymi siedziby w UE, Norwegii oraz Islandii. Centrum jest także oddelegowane do współpracy z organami administracji i organizacjami konsumentów. Do zadań ECK należy ponadto współpraca z przedsiębiorcami w celu podniesienia poziomu przestrzegania przez nich przepisów dotyczących ochrony konsumentów. ECK należy do Sieci Europejskich Centrów Konsumenckich (ECC-Net). 
Europejskie Centrum Konsumenckie w Polsce (ECK) powstało w 2005 roku, na mocy porozumienia Komisji Europejskiej z Urzędem Ochrony Konkurencji i Konsumentów (UOKiK). Projekt finansowany jest ze środków Unii Europejskiej i Urzędu Ochrony Konkurencji i Konsumentów. ECK Polska jest członkiem sieci Europejskich Centrów Konsumenckich.  Placówka Centrum mieści się w Warszawie przy Placu Powstańców Warszawy 1.

## Podstawa działalności
Europejskie Centrum Konsumenckie w Polsce powstało w 2005 roku na mocy porozumienia Komisji Europejskiej z Urzędem Ochrony Konkurencji i Konsumentów. Projekt finansowany jest ze środków Unii Europejskiej i UOKiK.

## Zakres pomocy konsumentom[1]
ECK pomaga bezpłatnie konsumentom w sporach transgranicznych z przedsiębiorcami mającymi siedzibę w kraju UE, Norwegii lub Islandii. Większość spraw rozpatrywanych przez centrum dotyczy podróży samolotem (zniszczony, zagubiony bagaż, opóźniony, odwołany lot) oraz kwestii związanych z zakupami przez internet (towar niezgodny z ofertą, problem z dostawą czy dokonaniem zwrotów).
ECK nie jest właściwe:
- w przypadku skarg dotyczących dwóch osób fizycznych (np. zakup towarów lub wynajem pokoju między dwiema osobami prywatnymi),
- w przypadku skarg dotyczących dwóch przedsiębiorców,
- jeżeli skarga dotyczy przedsiębiorcy spoza geograficznego zasięgu sieci np. Szwajcaria, USA, Chiny, Rosja,
- jeżeli przedsiębiorca wyraźnie odmówił współpracy z ECC-Net lub została już rozpoczęta procedura sądowa.